# Genusa hollowayi
Genusa hollowayi is een vlinder uit de familie van de spanners (Geometridae). De wetenschappelijke naam van de soort is voor het eerst geldig gepubliceerd in 2014 door Cui, Xue, Zhang en Han.

## Voorkomen
De soort komt voor in China (Hainan) en Vietnam.